# 桃山町 (大府市)
桃山町（ももやまちょう）は、愛知県大府市の地名。

## 地理
大府市中央部に位置する。

## 歴史

### 町名の由来
明治時代から大正時代にかけて当地において桃の栽培が盛んであり、桃山と称されていたことによる。

### 人口の変遷
国勢調査による人口および世帯数の推移。
| 1995年（平成7年）  | 883世帯 2633人  |  |
| 2000年（平成12年） | 1063世帯 3059人 |  |
| 2005年（平成17年） | 1172世帯 3188人 |  |
| 2010年（平成22年） | 1281世帯 3400人 |  |
| 2015年（平成27年） | 1398世帯 3647人 |  |
| 2020年（令和2年）  | 1546世帯 3862人 |  |

### 沿革
- 1973年（昭和48年） - 大府市大府町・共和町の各一部により、同市桃山町が成立[2]。

## 交通
- 愛知県道253号
- 愛知県道50号
- 東海道本線

## 施設
- 岡崎信用金庫大府支店
- 六果園児童公園
- 大府市立大府中学校
- 桃山公園
- 大府市立大府小学校
- 大倉公園
- 大倉会館
  - 大府市歴史民俗資料館
  - 児童老人福祉センター
- 鈴木バイオリン製造本社
- ドミー大府店
- メガセンタートライアル大府店

### WEB
1. ↑  “愛知県大府市の町丁・字一覧”.   人口統計ラボ. 2024年2月15日閲覧。
2. 1 2  総務省統計局 (2022年2月10日). “令和2年国勢調査の調査結果(e-Stat) - 男女別人口，外国人人口及び世帯数－町丁・字等” (CSV). 2023年8月2日閲覧。
3. ↑  “愛知県大府市の郵便番号一覧”.   日本郵便. 2024年2月15日閲覧。
4. ↑  “市外局番の一覧” (PDF).   総務省 (2022年3月1日). 2022年3月22日閲覧。
5. ↑  “ナンバープレートについて”.   一般社団法人愛知県自動車会議所. 2024年1月21日閲覧。
6. ↑  総務省統計局 (2014年3月28日). “平成7年国勢調査の調査結果(e-Stat) - 男女別人口及び世帯数 －町丁・字等” (CSV). 2021年7月20日閲覧。
7. ↑  総務省統計局 (2014年5月30日). “平成12年国勢調査の調査結果(e-Stat) - 男女別人口及び世帯数 －町丁・字等” (CSV). 2021年7月20日閲覧。
8. ↑  総務省統計局 (2014年6月27日). “平成17年国勢調査の調査結果(e-Stat) - 男女別人口及び世帯数 －町丁・字等” (CSV). 2021年7月21日閲覧。
9. ↑  総務省統計局 (2012年1月20日). “平成22年国勢調査の調査結果(e-Stat) - 男女別人口及び世帯数 －町丁・字等” (CSV). 2021年7月21日閲覧。
10. ↑  総務省統計局 (2017年1月27日). “平成27年国勢調査の調査結果(e-Stat) - 男女別人口及び世帯数 －町丁・字等” (CSV). 2021年7月21日閲覧。

### 書籍
1. ↑  「角川日本地名大辞典」編纂委員会 1989, p. 1618.
2. 1 2  「角川日本地名大辞典」編纂委員会 1989, p. 1335.